# Bóng đá tại Đại hội Thể thao châu Á 1951
Bóng đá tại Đại hội Thể thao châu Á 1951 được tổ chức tại New Delhi, Ấn Độ từ 5 tháng 3 đến 11 tháng 3 năm 1951.
Trong giải đấu này chỉ có 6 đội nam được thi đấu. Các trận đấu chỉ kéo dài 60 phút.

## Danh sách huy chương
| Nội dung | Vàng | Bạc | Đồng |
| -------- | --- | --- | --- |
| Nam      | Ấn Độ (IND) · Berland Anthony · K. L. Varadaraj · Sailen Manna · Syed Khwaja Azizuddin · T. M. Varghese · Sunil Chatterjee · Sheikh Abdul Latif · Noor Mohammed · Chandan Singh Rawat · Abhoy Ghosh · D. N. Devine Jones · T. Shanmugham · Pansanttom Venkatesh · G. Y. S. Laiq · Madar Abdus Sattar · P. B. A. Saleh · Runu Guha Thakurta · Sahu Mewalal · Santosh Nandy · Ahmed Mohammed Khan · Loganathan · A. M. Bachan | Iran (IRI) · Amir Aghahosseini · Ghorban Ali Tari · Amir Araghi · Aref Gholizadeh · Mehdi Nassiroghloo · Nader Afshar Naderi · Hossein Fekri · Mansour Hajian · Mahmoud Bayati · Mohsen Azad · Nader Afshar Alavinejad · Parviz Kouzehkanani · George Markarian · Mehdi Masoud-Ansari · Masoud Boroumand · Hossein Soroudi · Mahmoud Shakibi | Nhật Bản (JPN) · Tsuda Yukio · Tamura Megumu · Okada Yoshio · Miyata Koji · Kato Nobuyuki · Arima Ko · Tokita Masanori · Kagawa Taro · Ninomiya Hirokazu · Iwatani Toshio · Kano Takashi · Sugimoto Shigeo · Noritake Ken · Matsunaga Seki |

## Kết quả
Múi Giờ Chuẩn Ấn Độ (UTC+05:00)
|  | Tứ kết      | Tứ kết      |                                   |       | Bán kết      | Bán kết      |  |  | Chung kết | Chung kết |
|  |             |             |                                   |       |              |              |  |  |           |           |
|  | 5 tháng 3   |             |                                   |       |              |              |  |  |           |           |
|  |             |             |                                   |       |              |              |  |  |           |           |
|  | Iran        | 2           |                                   |       |              |              |  |  |           |           |
|  | Iran        | 2           | 7 tháng 3 (đá lại ngày 8 tháng 3) |       |              |              |  |  |           |           |
|  | Miến Điện   | 0           |                                   |       |              |              |  |  |           |           |
|  | Miến Điện   | 0           | Iran (đá lại)                     | 0 (3) |              |              |  |  |           |           |
|  |             |             | Iran (đá lại)                     | 0 (3) |              |              |  |  |           |           |
|  |             | Nhật Bản    | 0 (2)                             |       |              |              |  |  |           |           |
|  | Nhật Bản    | Nhật Bản    | 0 (2)                             |       |              |              |  |  |           |           |
|  |             |             | 10 tháng 3                        |       |              |              |  |  |           |           |
|  | Bye         |             |                                   |       |              |              |  |  |           |           |
|  | Iran        | 0           |                                   |       |              |              |  |  |           |           |
|  | Iran        | 0           | 5 tháng 3                         |       |              |              |  |  |           |           |
|  |             | Ấn Độ       | 1                                 |       |              |              |  |  |           |           |
|  | Ấn Độ       | Ấn Độ       | 1                                 | 3     |              |              |  |  |           |           |
|  | Ấn Độ       | 7 tháng 3   |                                   | 3     |              |              |  |  |           |           |
|  | Indonesia   | 0           |                                   |       |              |              |  |  |           |           |
|  | Indonesia   | 0           | Ấn Độ                             | 3     |              |              |  |  |           |           |
|  |             |             | Ấn Độ                             | 3     |              |              |  |  |           |           |
|  |             | Afghanistan | 0                                 |       | Tranh giải 3 | Tranh giải 3 |  |  |           |           |
|  | Afghanistan | Afghanistan | 0                                 |       | Tranh giải 3 | Tranh giải 3 |  |  |           |           |
|  |             |             | 9 tháng 3                         |       |              |              |  |  |           |           |
|  | Bye         |             |                                   |       |              |              |  |  |           |           |
|  | Nhật Bản    | 2           |                                   |       |              |              |  |  |           |           |
|  | Nhật Bản    | 2           |                                   |       |              |              |  |  |           |           |
|  | Afghanistan | 0           |                                   |       |              |              |  |  |           |           |
|  | Afghanistan | 0           |                                   |       |              |              |  |  |           |           |

### Tứ kết
| Iran                              | 2 – 0 | Miến Điện |
| --------------------------------- | ----- | --------- |
| Alavinejad 17' · Kouzehkanani 60' |       |           |

| Ấn Độ                            | 3 – 0 | Indonesia |
| -------------------------------- | ----- | --------- |
| Mewalal 27', 42' · Venkatesh 44' |       |           |

### Bán kết
| Iran | 0 – 0 (s.h.p.) | Nhật Bản |
| ---- | -------------- | -------- |
|      |                |          |

| Ấn Độ                                   | 3 – 0 | Afghanistan |
| --------------------------------------- | ----- | ----------- |
| Venkatesh 10' · Mewalal 16' · Nandy 55' |       |             |

Đá lại
| Iran                                   | 3 – 2 | Nhật Bản                  |
| -------------------------------------- | ----- | ------------------------- |
| Masoud-Ansari 21', 42' · Boroumand 58' |       | Tokita 40' · Ninomiya 50' |

### Tranh giải ba
| Nhật Bản         | 2 – 0 | Afghanistan |
| ---------------- | ----- | ----------- |
| Iwatani 40', 45' |       |             |

### Chung kết
| Iran | 0 – 1 | Ấn Độ       |
| ---- | ----- | ----------- |
|      |       | Mewalal 34' |

### Huy chương vàng
| Vô địch Bóng đá nam Asiad 1951 Ấn Độ Lần thứ nhất |

## Cầu thủ ghi bàn
4 bàn
| - Sahu Mewalal (IND) |

2 bàn
| - Pansanttom Venkatesh (IND) | - Mehdi Gholi Masoud-Ansari (IRI) | - Iwatani Toshio (JPN) |

1 bàn
| - Santosh Nandy (IND) - Nader Afshar Alavinejad (IRI) | - Masoud Boroumand (IRI) - Parviz Kouzehkanani (IRI) | - Ninomiya Hirokazu (JPN) - Tokita Masanori (JPN) |